# العرجة الغربية
العرجة الغربية (عرجة الشيحان)  هي قرية سورية تتبع لناحية القحطانية في منطقة القامشلي بمحافظة الحسكة، أسسها الشيخ حمود شيحان الكياخي عام 1942م. سكانها من عشيرة الحلاجمة من قبيلة الحريث الطائية بلغ تعدادهم 850 في عام 2004م. هي قرية زراعية يعمل سكانها بزراعة المحاصيل وتربية الخيول العربية الأصيلة.